# Francisco Sánchez de las Brozas

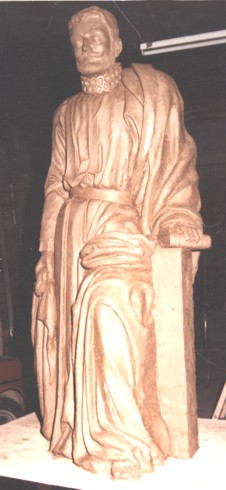
Francisco Sánchez de las Brozas, staty utförd av Ricardo García Lozano.

Francisco Sánchez de las Brozas, latiniserat Franciscus Sanctius Brocensis, kallad El Brocense, född 1523 i Brozas (Cáceres), död 1601 i Salamanca, var en spansk humanist.
Sánchez utgav en mångfald språkliga arbeten och grundliga kritiska kommentarer av spanska författares arbeten. Särskilt värdefull anses Sánchez upplaga av Garcilaso vara, såsom vida överlägsen den av Fernando de Herrera utgivna.